# Rin Sumida
Rin Sumida (隅田 凜 Sumida Rin?,  Kanagawa, 12 de enero de 1996) es una futbolista japonesa que jugaba como centrocampista.
Sumida jugó 7 veces para la selección femenina de fútbol de Japón. Sumida fue elegida para integrar la selección nacional de Japón para los Copa Asiática femenina de la AFC de 2018.

## Trayectoria

### Clubes
| Club             | País  | Año    |
| ---------------- | ----- | ------ |
| Nippon TV Beleza | Japón | 2012 - |

### Selección nacional
| Selección | País  | Año    |
| --------- | ----- | ------ |
| Absoluta  | Japón | 2017 - |

## Estadística de equipo nacional
| Selección femenina de fútbol de Japón | Selección femenina de fútbol de Japón | Selección femenina de fútbol de Japón |
| Año                                   | Partidos                              | Goles                                 |
| ------------------------------------- | ------------------------------------- | ------------------------------------- |
| 2017                                  | 7                                     | 0                                     |
| Total                                 | 7                                     | 0                                     |